# Cape Krusenstern nationalmonument

Cape Krusenstern nationalmonument

Cape Krusenstern nationalmonument ligger i delstaten Alaska i USA. Det ligger norr om polcirkeln och är en 110 km lång kuststräcka längs Chukchi Sea. Där finns spår av mänsklig aktivitet som är 5000 år gamla.